# Mormopterus francoismoutoui
Mormopterus francoismoutoui é uma espécie de morcego da família Molossidae. É endêmica da ilha de Reunião.